# 탕롱 황성
탕롱 황성(베트남어: Hoàng thành Thăng Long / 昇龍皇城, 승룡황성)은 베트남 하노이에 있는 황궁이다.

## 역사
탕롱 황성의 기본적인 구조는 1010년에 리 태조에 의해 건설되었고, 후대의 황제들에 의해 점차 확장되었다. 1810년에 응우옌 왕조가 후에 황성으로 수도를 옮기기 전까지 베트남의 정치적 중심지였다. 프랑스 통치 시대에는 이 곳에 통킹 지방의 정청을 두어 행정의 중심으로 삼았다.
19세기에 프랑스의 하노이 지배가 시작되어 황성의 건물들이 대거 철거되었고, 20세기에 들어 그나마 남아있던 건물들이 거의 모두 철거되었다. 21세기에 비로소 제대로 된 발굴과 복원 작업이 시작되었다.
1945년, 이 곳은 일본군이 프랑스군 포로들을 가두어놓는 감옥으로 사용되었다.
2010년, 탕롱 황성은 유네스코 세계 문화유산으로 등재되었다.

## 유적
탕롱 황성의 건물들은 거의 대부분 19세기 말에 모두 철거되었다. 현재 남아있는 몇 안되는 황궁 건축물로는 황성의 북문과 궁전들의 계단 부분들이 있다.

### 국기 게양대
하노이의 국기 게양대는 33.4m의 높이를 자랑하고 있다. 종종 수도의 랜드마크로 여겨지며, 1812년에 응우옌 왕조 시대에 만들어졌다. 하노이의 대부분의 건축물들처럼, 이 곳 또한 프랑스 통치시기에 군사 주둔기지로 사용되었다.

## 박물관
2000년에, 황성 내부에 박물관을 세우며 프랑스 식민 지배 시절의 유적들과 몇몇 황성 건물군들이 철거되었다.